# Le Pian-Médoc
Le Pian-Médoc é uma comuna francesa na região administrativa da Nova Aquitânia, no departamento da Gironda. Estende-se por uma área de 30,05 km². Em 2010 a comuna tinha 6 878 habitantes (densidade: 228,9 hab./km²).